# لوبيلية برازيلية
لوبيلية برازيلية (الاسم العلمي:Lobelia brasiliensis) هي نوع من النباتات تتبع جنس اللوبيلية من الفصيلة الجريسية.